# Gekko ernstkelleri
Gekko ernstkelleri es una especie de gecos de la familia Gekkonidae.

## Distribución geográfica
Es endémica de la isla de Panay (Filipinas).